# Małgorzata Trybalska
Małgorzata Trybalska (ur. 6 czerwca 1981 w Przemyślu) – polska aktorka teatralna. Od 2004 roku aktorka Teatru Żydowskiego w Warszawie.
W 2004 roku ukończyła Studium Aktorskie przy Teatrze Żydowskim w Warszawie oraz zdała aktorski egzamin eksternistyczny.

## Kariera
| Aktorka teatralna Teatr Żydowski w Warszawie - 2008: W nocy na starym rynku. Gorączka jesiennej nocy - 2007: Straszna gospoda - 2006: Tradycja - 2006: Dla mnie bomba - 2006: Zaczarowany krawiec - 2006: Sen o Goldfadenie - 2005: Żyć, nie umierać! - 2005: Publiczność to lubi - 2004: Śpiąca Królewna - 2004: Między dniem a nocą - 2003: Królewna Śnieżka - 2002: Kopciuszek - 2002: Skrzypek na dachu | Aktorka filmowa - 2005: M jak miłość - 2004: Bulionerzy - 2003–2009: Na Wspólnej - 2002: Pianista |